# ボーヌのホスピス

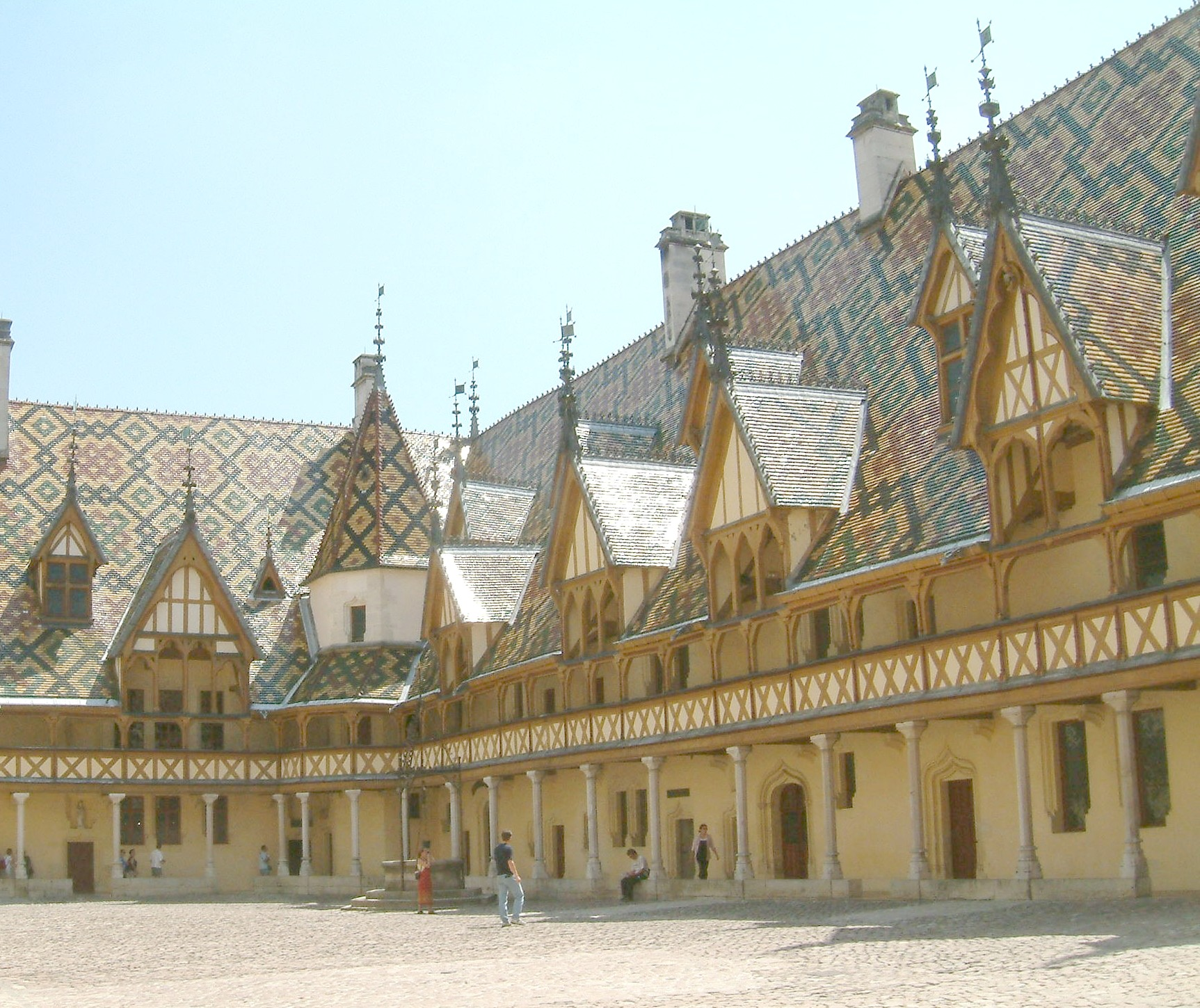
オテル・デューの中庭

ボーヌのホスピス(The Hospices de Beaune もしくは Hôtel-Dieu de Beaune)は、フランスのボーヌにあるかつての施療院である。フランスでは、オテル・デュー(Hôtel-Dieu、「神の宿」の意)とも呼ばれる。これは1443年にブルゴーニュ公フィリップ善良公の宰相ニコラ・ロランによって貧しい人々のための施療院（病院）として設立された。建物は、15世紀のブルゴーニュ建築のもっとも素晴らしいものの一つである。施設は1971年まで病院として使用され、古い複合的な施設の一部は老人ホームとして使われ、残りの部分は医療史の博物館として、近世の看護の実際に触れることができる。患者への看護サービスは、現在は近代的な施設で行われている。2015年7月4日、「ブルゴーニュのブドウ畑のクリマ」が、ユネスコの世界遺産に登録された。クリマは、ぶどう畑の区画のことだが、この中にはディジョンとボーヌの町を中心として、ぶどうの生産、流通を支えてきた文化、技術、歴史的な建造物も含まれ、その中にボーヌのホスピスも含まれている。

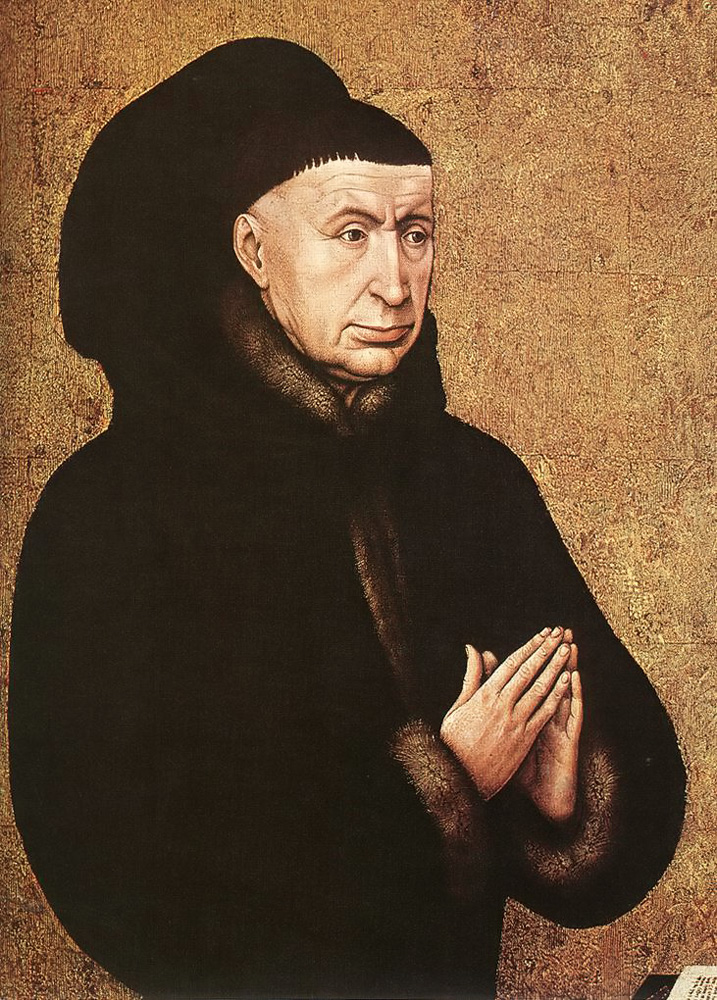
ロジャー・ファン・デル・ウェイデンによって描かれたニコラ・ロリン（1450年)

## 歴史

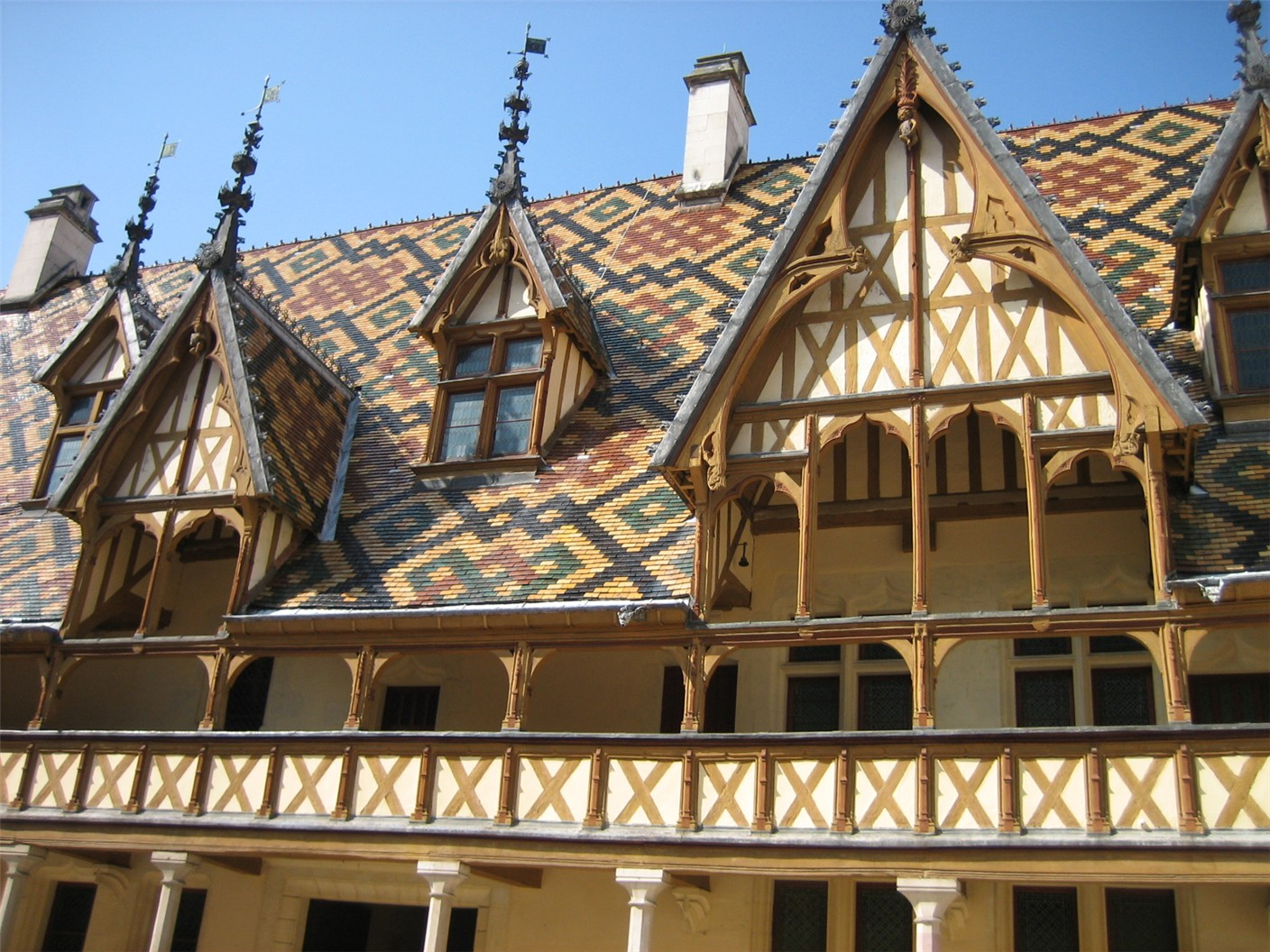
ボーヌのオテル・デューの多色的な屋根。

オテル・デューが1443年8月4日に開院した当時、ブルゴーニュは、フィリップ善良公によって統治されていた。
百年戦争は、1435年のアラスの和約で終結したばかりであったが、虐殺は続き、略奪団 (écorcheurs)が依然として田舎をうろつき周り、略奪と破壊を繰り返し、悲惨と飢餓を引き起こした。ボーヌの住民の大多数は極貧で、この地方はその頃ペストが大発生した。公爵の宰相ニコラ・ロランとその妻ギゴーネ・ド・サリンは、貧困者のため病院と避難所を建設することで対応を図った。1441年に教皇ウジェーヌ4世の許可を得て、ホスピスは1452年12月31日に建設され奉献された。これに関連して、ロランは「ボーヌの病院」修道会を設立した。
この建物の設計はおそらくフランドルの建築家ジャック・ウィクレルが監督し、1971年まで病院として残された。その建設に雇われたフランドルとフランスの広範囲の石工、塗装職人、ガラス職人に関する文書記録が存在している。このファサードは今日、北方ルネッサンスの市民建築の優れた例であり、ロランとその妻、大家族の人々の肖像画が多数あることから、パネル絵画の宝庫とみなされている。
ボーヌのホスピスは、石造りの中庭を囲むように配置された2階建ての建物で構成されている。建物の翼は現在もよく保存されている。それらには、北方ヨーロッパの木造建築の様式であるハーフティンバーの細長い広間と屋根から突き出した切妻の小屋根付き窓（ドーマー窓）のある華やかなモザイク模様の瓦屋根がある。病院は、それぞれ棟が事務室、厨房、薬局の機能を果たすように配置されている。修道女と患者は礼拝堂の近く、複合施設の中心に近い場所に居住していた。
ボーヌのホスピスが、最初の患者を受け入れたのは、1452年1月1日である。中世から今日に至るまで、高齢者、障害者、病人、孤児、出産を控えた女性、貧困者が治療と避難のために途切れることなく受け入れられてきた。このカトリック施設は、患者の身体と精神の両方を癒すことに重点を置いていた。
何世紀にもわたって、病院は外側に広がり、ポマール、ノレー、ムルソーなどの周囲の村にある同様の施設とグループを形成した。患者の家族や寛大な後援者によって、農場、財産、森林、芸術作品、そしてもちろんブドウ畑など、多くの寄付が行われてきた。この施設は、歴史的、慈善活動的、ワイン生産の遺産の最古かつ最良の例の1つであり、ブルゴーニュの経済的および文化的生活と結びついている。

## 内部

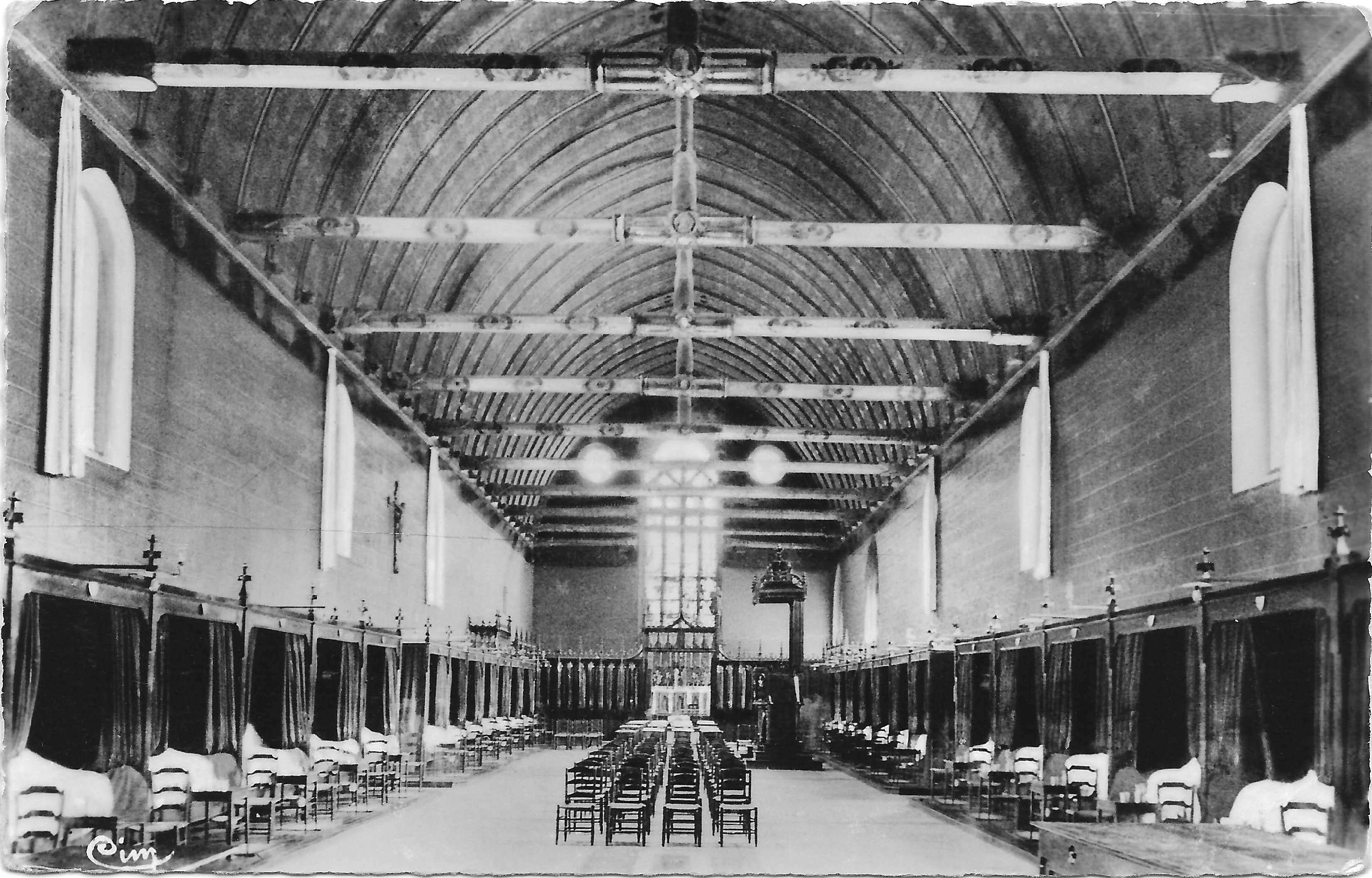
病室のベットの配置

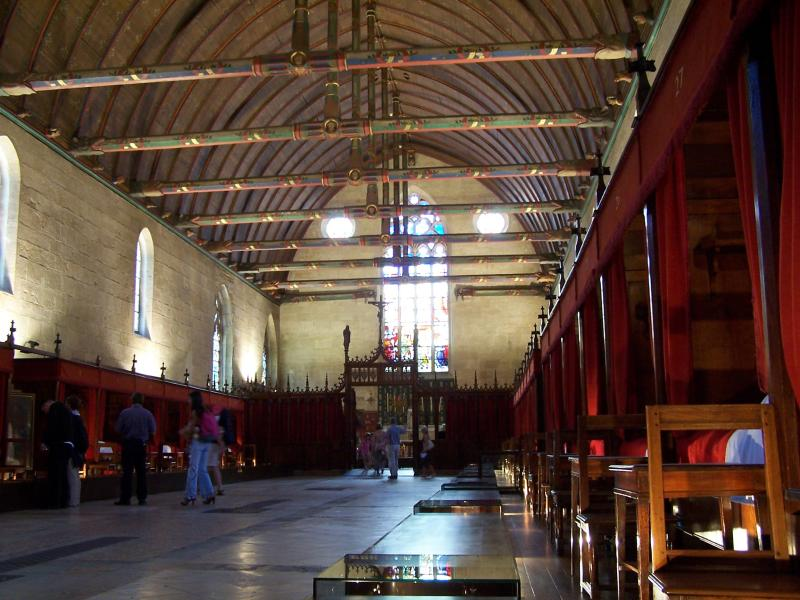
貧困者の部屋

内部の長方形の空間は、さまざまな建物を鑑賞するのに最適な場所であり、そのうちの3つはガラス張りの瓦屋根で装飾されている。この技術の起源はおそらく中央ヨーロッパにある（おそらくハンガリー、ペーチの陶芸家ミクロス・ジョルナイに由来するとみられる）が、すぐにブルゴーニュ建築のトレードマークになった（たとえば、ディジョンでは他の釉薬タイル屋根が見られる）。4色のタイル（赤、茶色、黄、緑）が織り交ぜられたデザインを形成するように配置されている。現在のタイルは1902年から1907年に作られたもののレプリカである。北館、東館、西館には2階建てのギャラリーがあり、1階は石柱、1階は木の梁になっている。多くの屋根裏窓や屋根裏部屋の窓には、精巧な木や鉄の細工が施されているのが観察できる。中庭の中央にはゴシック様式の鉄細工が施された井戸もある。

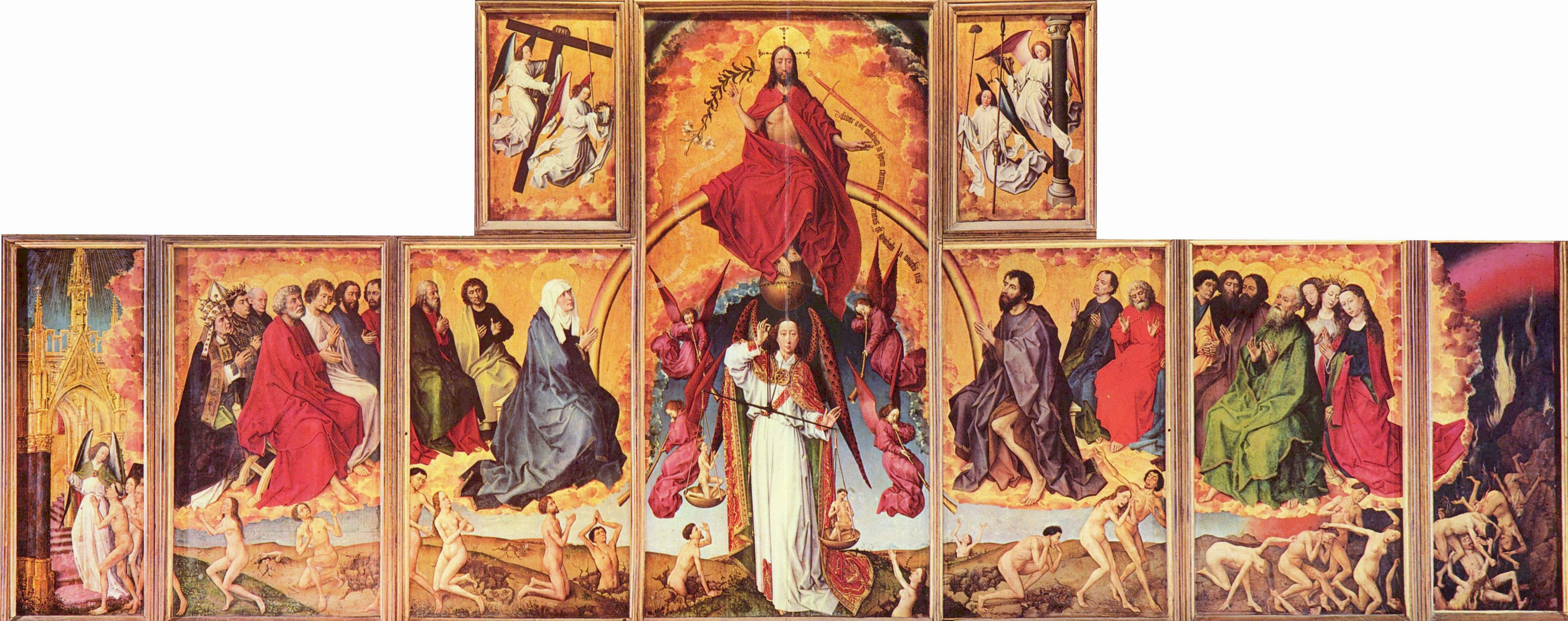
『ボーヌの祭壇画』、ロヒール・ファン・デル・ウェイデン作

貧者の部屋の大きさは50 x 14 x 16メートルある。天井には、塗装が剥き出しになったフレームが逆さまの舟形になっており、各梁にはボーヌの重要な住民の風刺画が彫刻されている。床のタイルには、ニコラ・ロランのモノグラムと彼の妻ギゴーヌ・ド・サランにちなんだモットー「Seulle estoile」（私の唯一の星）が書かれている。部屋にはカーテン付きのベッドが2列に配置されている。中央エリアには食事用のベンチとテーブルが設置されていた。これらの家具は1875年に建築家ウジェーヌ・ヴィオレ・ル・デュクの義理の息子によって集められたものである。各ベッドは 2人の患者を収容できるサイズになっている。
大病棟に続いて礼拝堂があり、その場所は寝たきりの人がベッドからミサに出席できるように選ばれた。この礼拝堂は、ロジャー・ファン・デル・ウェイデンの多翼祭壇画が元々設置されていた場所で、祭壇画は現在は博物館に収蔵されている。ゴーヌ・ド・サランの遺体はここに埋葬されている。2010年11月には、1443年の建物建設以来初めてのカトリックの結婚式がここで行われた。この結婚式は新郎アレッサンドロ・コンティと新婦ナタリー・クナートのものであった。
祭壇画に加えて、ホスピスには多くの芸術的宝物が所蔵されており、その中にはサル・サン・ユーグにある17世紀の壁画もある。

## ワインオークション
このワインのチャリティ・オークションは1859年以来毎年開催されるブルゴーニュ地方最大のワイン祭りで、「ボーヌの栄光の3日間」(レ・トロワ・グロリューズ、Les Trois Glorieuses)と呼ばれるブルゴーニュの食べ物とワインに特化した3日間のフェスティバルの最中、11月の第3日曜日に開催される。このチャリティ・オークションの前には、 1日目にクロ・ド・ヴージョでのブラックタイ・ディナーが行われ、 3日目にはラ・ポーレ・ド・ムルソーでのランチが続く。ドメーヌ・デ・オスピス・ド・ボーヌは、寄付された約61ヘクタール（150エーカー）のブドウ畑の土地を所有する非営利団体で、そのほとんどがグラン・クリュとプルミエ・クリュに分類されている。プロおよび個人のバイヤーによる入札により、バレルは31日から赤ワインのキュヴェと白ワインの13キュヴェは、通常、現在の商業価値をはるかに上回る価格に達するが、この結果は、この地域の他の地域でのヴィンテージの予想バルクワイン価格の傾向をある程度示している。
このオークションは2005年から2020年までクリスティーズが主催し、2021年からはサザビーズが主催した。2009年の第149回オークションでは799樽が売りに出され、全国から約500人の参加者を繋いだ電話、インターネット、またはファックスによる落札率が40％を記録し、総落札額の記録を樹立した。世界中で近年、オークションは卸売市場から小売市場へと進化している。